# Književnost u 1758.
◄◄ | ◄ | 1755. | 1756. | 1757. | 1758.  | 1759. | 1760. | 1761. | ► | ►►
Arhitektura • Astronomija • Biologija • Glazba • Kazalište • Kemija • Kiparstvo • Knjige • Književnost • Kršćanstvo • Medicina • Politika • Pravo • Promet • Slikarstvo • Znanost
Književnost u 1758.

## Svijet

### Rođenja
- 3. veljače – Valentin Vodnik, slovenski pjesnik, novinar i svećenik († 1819.)

## Vanjske poveznice
|  | Zajednički poslužitelj ima još gradiva o temi Književnost u 1758. |